# Eriochrysis brachypogon
Eriochrysis brachypogon är en gräsart som först beskrevs av Otto Stapf, och fick sitt nu gällande namn av Otto Stapf. Eriochrysis brachypogon ingår i släktet Eriochrysis och familjen gräs. Inga underarter finns listade i Catalogue of Life.